# Его выздоровление
«Его выздоровление» (англ. His Regeneration) — немой короткометражный фильм Брончо Билли Андерсона, выпущенный 7 мая 1915 года. В этом фильме Чарли Чаплин появляется в эпизодической роли.

## Сюжет
Фильм рассказывает историю двух соперников, одновременно влюблённых в балерину. Одним из них является закоренелый преступник. Первая часть фильма разворачивается в баре и заканчивается борьбой между двумя противниками. Во второй части происходит драматическая сцена убийства и кражи.

## Критика
Фильм не является последовательным, в нём чередуются моменты напряжённости и сюжетные моменты. Тема амнистии правонарушителей была модна в то время. Так, например, её использовал Чарли Чаплин в фильме «Полиция»

## В ролях
- Брончо Билли Андерсон — преступник
- Маргарита Клейтон — балерина
- Чарльз Чаплин — посетитель бара (в титрах не указан)
- Бад Джемисон — танцующий в баре (в титрах не указан)